# Cinéma Le Château
Le Ciné-Théâtre Le Château Montréal est une salle de spectacle située dans Rosemont–La Petite-Patrie à Montréal. Le bâtiment est classé immeuble patrimonial le 7 février 2002.

## Histoire
Construit de style Art déco d’après les plans de l’architecte René Charbonneau en 1931, la façade de la rue Bélanger est modifiée en 1935 et une nouvelle marquise est érigée en 1946 sur la façade principale de la rue Saint-Denis.
En 1962, la chaîne United Theatres fait l'acquisition du bâtiment. En 1974, la salle est subdivisée selon les plans de l'architecte William J. Rosenberg pour créer une salle au parterre de 863 places et une deuxième salle de 504 places au balcon. Les projections de films cessent durant les années 1980. L'édifice est acquis en 1989 par le Centre chrétien métropolitain, pour l'utiliser comme lieu de culte.

## Description
Conçu à l'origine et de façon inusitée pour des fins récréative, commerciale et résidentielle, l'immeuble est composé d'un plan rectangulaire avec une façade divisée en trois travées en pierre avec insertion de briques. 
Le cinéma Le Château présente un intérêt patrimonial pour sa valeur historique. Il s'inscrit dans la vogue des palaces consacrés au cinéma et qui pouvaient accueillir plusieurs milliers de spectateurs. Il présente de ce fait une façade avec une grande ornementation, une richesse de décors intérieurs et une capacité d'accueil de plus de 1300 spectateurs. Par son style Art déco, il annonce les cinémas des années 1930 conçus dans des styles modernes plus dépouillés. 
Le bâtiment présente aussi un intérêt patrimonial pour sa valeur architecturale en tant que bel exemple d'édifice Art déco au Québec. La façade présente des ornements aux motifs floraux, précolombiens, égyptiens ainsi que représentant les arts, et par son arc monumental décoré de pilastres et ses fenêtres peintes sur verre plombé. Les bas-reliefs sont de Joseph Guardo (1901-1978) et le décor intérieur a été créé par Emmanuel Briffa (1875-1955), à qui on doit l'ornementation de plus de 200 cinémas en Amérique. Ce décor comprend des motifs floraux et précolombiens stylisés de couleurs vives et couverts de feuilles d'or ainsi que des vitraux colorés et des pilastres cannelés. 